# Polyrhachis laciniata
Polyrhachis laciniata är en myrart som beskrevs av Carlo Emery 1900. Polyrhachis laciniata ingår i släktet Polyrhachis och familjen myror. Inga underarter finns listade i Catalogue of Life.